# Communauté rurale de Dabia
La communauté rurale de Dabia est une communauté rurale du Sénégal située à l'est du pays. 
Elle fait partie de l'arrondissement de Agnam Civol, du département de Matam et de la région de Matam.